# Santomera
Santomera es un municipio español de la Región de Murcia, con 16 320 habitantes (INE 2024). En su término municipal se encuentran las poblaciones de Santomera, El Siscar y La Matanza, siendo la primera de ellas la que ostenta la capitalidad. Forma parte de la Huerta de Murcia, así mismo está incluido en el área metropolitana de Murcia debido a su proximidad con la capital.

## Historia
Existen vestigios de que Santomera fue habitada ya en época argárica, y desde entonces estas tierras fueron pobladas por cartagineses, romanos, bárbaros y árabes, y formaron parte del condado de Orihuela y más tarde de la cora de Tudmir.
Pero los primeros documentos históricos que hacen referencia a la misma, aparecen después de la Reconquista, mencionándose en las crónicas de Alfonso X El Sabio. El rey Jaime I se encontró unas tierras casi abandonadas y tuvo que repoblarlas con catalanes y aragoneses, produciéndose enfrentamientos con la Corona de Castilla, por no estar los límites entre ambos reinos bien definidos.
Fue de capital importancia para el despegue de Santomera, el desecamiento en el siglo XVIII de más de 10 000 tahúllas de terreno. Muchos terratenientes y varias Órdenes Religiosas, adquirieron gran parte de las tierras desecadas, y quedaron, en cierto modo, vinculados con los parajes donde tenían las propiedades, ejerciendo su poderosa influencia. En esta época resurgió la minería con gran fuerza. Ambos hechos propiciaron que esta zona aumentase de población a un ritmo considerable.
En 1785 empieza a contar con alcalde pedáneo y en 1794 se independiza eclesiásticamente de Beniel contando con parroquia propia.
A lo largo del siglo XIX hasta en 3 periodos llega a contar con Ayuntamiento, coincidiendo con periodos liberales de España. Los dos primeros de breve duración, siendo el primero en 1812 y el segundo durante el trienio liberal. El tercero transcurre desde 1836 hasta 1848 cuando vuelve a perder la autonomía municipal pasando a formar parte de nuevo del Ayuntamiento de Murcia.
Sin embargo, los deseos de seguir siendo un municipio segregado del de la capital no sé desvanecieron en las siguientes generaciones, pues durante la segunda república también se intentó contar con Ayuntamiento propio. 
Ya durante el franquismo, a pesar de la falta de libertad política de aquel entonces, se creó en 1967 la Comisión Pro-Ayuntamiento quien durante los siguientes años luchó por conseguir la independencia municipal hasta su consecución el 29 de septiembre de 1978.

## Geografía
Integrado en la comarca de Huerta de Murcia, se sitúa a 12 kilómetros del centro de la ciudad de Murcia. El término municipal ocupa una superficie de 44,2 km², la mayoría de los cuales se encuentran dentro de la llamada depresión prelitoral murciana. 

Término municipal de Santomera en la Región de Murcia

El relieve del municipio está caracterizado por la depresión prelitoral murciana y por las primeras elevaciones de la sierra de Orihuela hacia el este, donde se sitúan los puntos más altos del municipio, que superan los 530 metros de altitud. Al oeste, el pico Bermejo (311 metros) hace de límite con el municipio de Murcia. Al norte del pueblo se encuentra el embalse de Santomera, que tiene una finalidad defensiva de posibles riadas. La altitud oscila entre los 533 metros al noreste en la sierra de Orihuela y los 28 metros en la vega del Segura, al sur. El núcleo de Santomera está situado a unos 36 metros sobre el nivel del mar. 
Santomera no dispone de pedanías, se constituyó con la unión de tres núcleos de población:
- Santomera, núcleo principal, donde vive la mayoría de la población;
- El Siscar, situada a 2 kilómetros al este de Santomera.
- La Matanza, se encuentra a unos 5 kilómetros al norte de Santomera.
- Orilla del Azarbe, a 2 kilómetros al sur de Santomera.

| Noroeste: Murcia | Norte: Fortuna | Noreste: Orihuela (Alicante) |
| Oeste: Murcia    |                | Este: Orihuela (Alicante)    |
| Suroeste Murcia  | Sur: Murcia    | Sureste: Murcia              |

Su clima es el típico del sur del mediterráneo, semiárido y con pocas precipitaciones y estas concentradas en otoño y primavera.
La mayor parte de sus terrenos de cultivo se dedican al limonero; aunque en algunas zonas, sobre todo de huerta, se encuentran todo tipo de verduras y hortalizas, gracias a su clima.
Desde el año 1997 Santomera es considerada como el «Limonar de Europa», debido a la alta calidad de este producto cítrico, así como a su alto índice de producción por km².

## Demografía
Santomera cuenta con una población de 16 320 habitantes (INE 2024).
| Gráfica de evolución demográfica de Santomera entre 1981 y 2021 |
| |
| Población de derecho según los censos de población del INE Población de hecho según los censos de población del INEEntre el censo de 1981 y el anterior, aparece este municipio porque se segrega del municipio 30030 (Murcia) Entre el censo de 1857 y el anterior, este municipio desaparece porque se integra en el municipio 30030 (Murcia) |

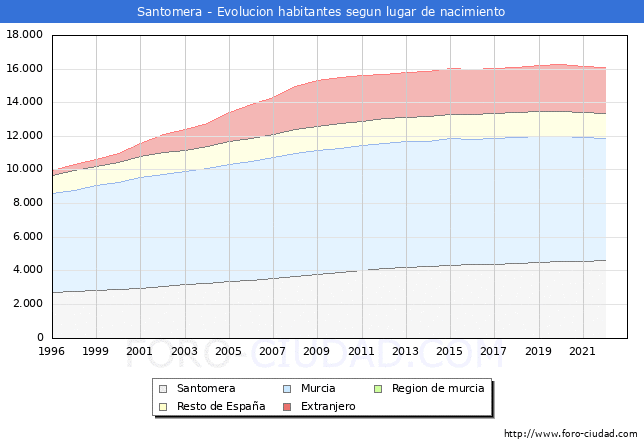
Evolución demográfica de Santomera según lugar de nacimiento.

Se experimenta en los últimos años un notable incremento demográfico tanto de ciudadanos de los alrededores (que desempeñan su trabajo principalmente en la capital), ciudadanos de la propia capital mayoritariamente jóvenes, y de extranjeros, debido a su situación estratégica a las afueras de la ciudad de Murcia.

## Administración y política
Tras las elecciones municipales españolas de 2023, el alcalde es Víctor Martínez Muñoz (PP) tras obtener el 47,92 % de los votos.
| Periodo   | Nombre                   | Partido | Partido                                               |
| --------- | ------------------------ | ------- | ----------------------------------------------------- |
| 1979-1995 | Pedro Campillo Jiménez   |         | Partido Socialista de la Región de Murcia (PSRM-PSOE) |
| 1995-1999 | Antonio Bernal Asensio   |         | Partido Popular (PP)                                  |
| 1999-2007 | José Antonio Gil Sánchez |         | Partido Socialista de la Región de Murcia (PSRM-PSOE) |
| 2007-2015 | José María Sánchez Artés |         | Partido Popular (PP)                                  |
| 2015-2023 | Inmaculada Sánchez Roca  |         | Partido Socialista de la Región de Murcia (PSRM-PSOE) |
| 2023-act. | Víctor Martínez Muñoz    |         | Partido Popular (PP)                                  |

| Partido político                                      | 2023  | 2023  | 2023       | 2019  | 2019  | 2019       | 2015  | 2015  | 2015       | 2011  | 2011  | 2011       | 2007  | 2007  | 2007       |
| Partido político                                      | %     | Votos | Concejales | %     | Votos | Concejales | %     | Votos | Concejales | %     | Votos | Concejales | %     | Votos | Concejales |
| Partido Popular (PP)                                  | 47,92 | 3725  | 9          | 33,46 | 2495  | 6          | 40,55 | 2983  | 7          | 53,72 | 4242  | 10         | 49,87 | 3765  | 9          |
| Partido Socialista de la Región de Murcia (PSRM-PSOE) | 32,93 | 2560  | 6          | 41,09 | 3064  | 7          | 29,30 | 2155  | 5          | 34,21 | 2701  | 6          | 43,63 | 3294  | 8          |
| Vox                                                   | 9,26  | 720   | 1          | 6,98  | 521   | 1          | 0,67  | 49    | 0          | –     | –     | –          | –     | –     | –          |
| Alternativa por Santomera (AxS)                       | 8,97  | 698   | 1          | 12,67 | 945   | 2          | –     | –     | –          | –     | –     | –          | –     | –     | –          |
| Ciudadanos (CS)                                       | –     | –     | –          | 5,16  | 385   | 1          | 7,84  | 577   | 1          | –     | –     | –          | –     | –     | –          |
| Izquierda Unida (IU)                                  | –     | –     | –          | –     | –     | –          | 20,61 | 1516  | 4          | 10,37 | 819   | 1          | 5,23  | 395   | 0          |

## Cultura

### Patrimonio
Patrimonio natural

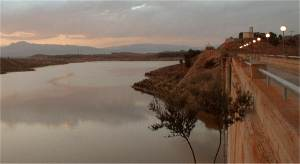
Embalse de Santomera desde su presa

Entre los lugares de interés del municipio destaca, a tan sólo 6 kilómetros de Santomera y junto a la autovía del Mediterráneo, el embalse de Santomera, construido en los años 60 del siglo XX para proteger a la localidad de las inundaciones provocadas por la Rambla Salada, constituyendo un lugar de parada de multitud de aves migratorias y morada de otras especies, siendo un humedal de interés regional.

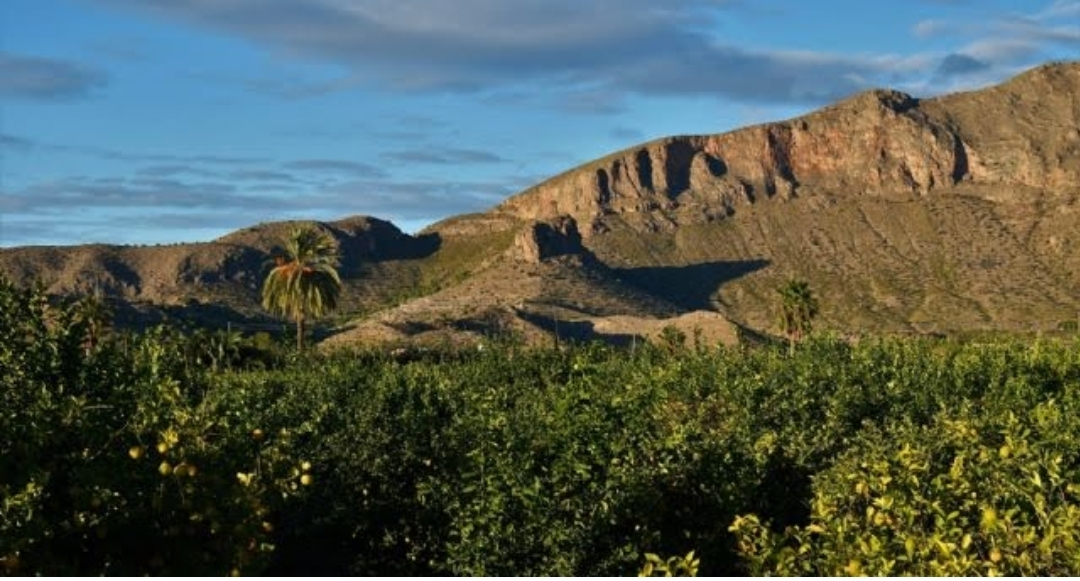
La sierra de Orihuela en su lado santomerano declarada Bien de Interés Cultural con categoría de sitio histórico

Coto cuadros (pantano) un pulmón de Murcia por su pinar tan extenso y con mucha vida situado entre Santomera y La Alcayna. El coto tiene una extensión de 1550 hectáreas, un nacimiento de agua con sistema de recogida de lluvias y lo forman un conjunto de lomas suaves y onduladas que no superan los 300 metros de altura, escenario propicio para caminar, peladear en BTT, observación de aves y orientación en la naturaleza.
Otro lugar de interés en lo que se refiere al patrimonio natural es en conjunto de la sierra de Orihuela declarado Bien de Interés Cultural en marzo de 2024 con la categoría de sitio histórico.
Monumentos religiosos
- Iglesia parroquial de N.ª S.ª del Rosario (finalizada en el año 1870).
- Ermita del Calvario (siglo XX).

Monumentos civiles

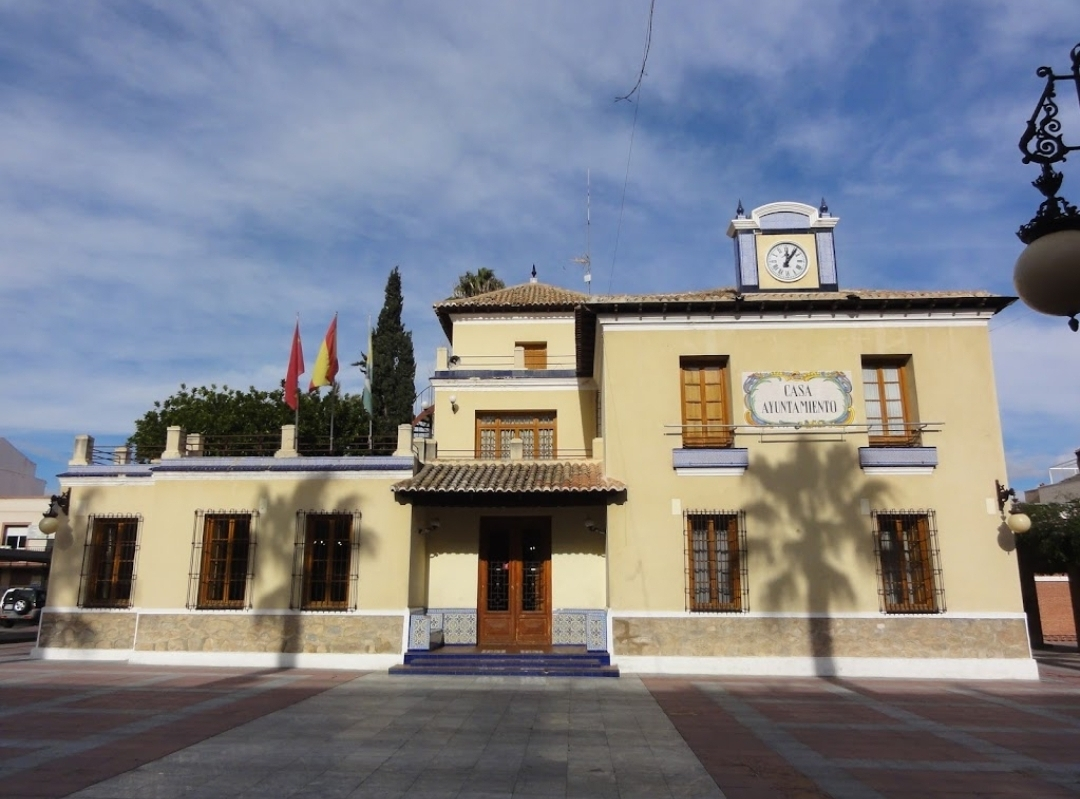
Casa consistorial

- La Casa Grande (siglo XIX), palacio neorrenacentista.
- Casa consistorial, de principios del siglo XX.
- La Casa del Huerto, del siglo XVIII. Complejo que incluye una almazara del siglo XVIII y una ermita que contiene la imagen del Santo Sepulcro.
- Quinta de Don Juan (siglo XX). Antiguo chalet señorial actualmente en estado de abandono.
- Casa de Cobatillas La Vieja (siglo XVIII). Antigua casa situada en la Huerta utilizada, probablemente, por órdenes religiosas. Actualmente se encuentra en estado de abandono.

### Fiestas
- La zona huertana de Santomera organiza numerosas actividades del 29 de septiembre al 7 de octubre. Entre las actividades que organizan en las carpas se pueden encontrar desde concursos deportivos, creativos, de cocina, etc. Es un espacio que permite unir tanto a los mayores como a los más jóvenes.
- El 29 de septiembre es el día del ayuntamiento. En este día se hace un recorrido ciclista por todo el pueblo de Santomera premiando a los participantes con bocadillos y bebida gratis.

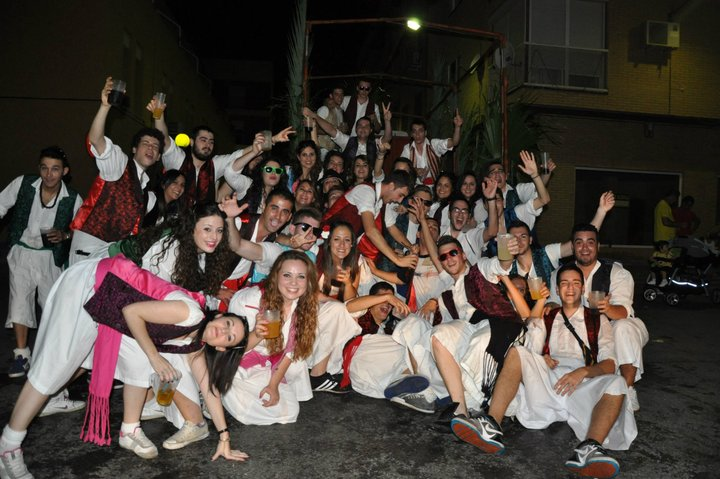
Carrozas de Santomera

- El sábado anterior al 7 de octubre tiene lugar El Bando de la Huerta. Es el día más esperado para los jóvenes de este pueblo y para los residentes de Murcia ya que se considera de interés turístico regional. Esta fiesta trata de un recorrido transitado por carrozas con música y comida para repartir entre los habitantes del pueblo. La vestimenta tradicional de este día es el traje de huertano.
- Fiestas patronales en honor de Nuestra Señora del Rosario, el 7 de octubre.
- Fiestas de Moros y Cristianos, declaradas de Interés Turístico Regional, que se celebran a finales de junio.
- Coros y Danzas de Santomera, Asociación Regional Francisco Salzillo de Murcia. España.
- Semana Santa en Santomera. Tradición, fe y cultura se unen en los días que comprende la Semana Santa de Santomera. Doce cofradías procesionan por el casco de esta ciudad de antiguo origen. Semana Santa, que es olor a primavera e incienso, tradición y fe, que abraza el pueblo de Santomera. Destacamos de entre todas las procesiones la de Viernes Santo, con el paso titular del Santo Sepulcro, obra del siglo XIX, más conocida como La Cama y la Dolorosa, de Sánchez Lozano.

### Otros

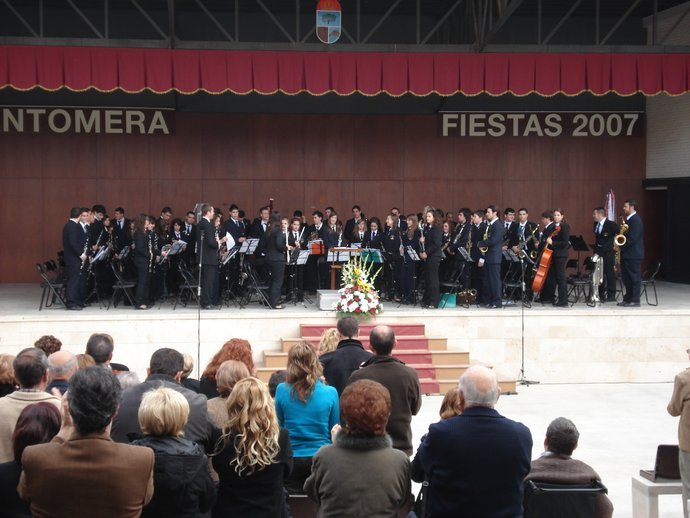
La Banda de Santomera en una de sus actuaciones durante las fiestas de este pueblo

Este municipio cuenta con la banda Euterpe que regala a los habitantes de este pueblo conciertos ocasionales que llenan cada último asiento de su auditorio. Se produce en el año 2003 la obtención del Primer Premio en el Certamen Regional de Bandas de Música celebrado en Bullas dirigido por José Antonio Molina Riquelme, y en el año 2005 el Segundo Premio en el Certamen Regional de Bandas de Música celebrado en Cartagena.
De la misma forma graba su primer disco en el año 2004, titulado Euterpe a Santomera dedicado a su población, agradeciendo su apoyo incondicional y con numerosas ventas que ayudaron a la construcción de la Casa Grande, donde hoy día se imparten clases de música entre otras.
Además cuenta con la Asociación Coros y Danzas de Santomera que desde el año 1981 ha rescatado, conservado y difundido el folklore de Santomera allá por donde ha viajado. Celebran cada año el Festival Nacional de Folklore de la localidad.

## Comunicaciones

### Por carretera
El término municipal está atravesado por la Autovía del Mediterráneo y por la carretera N-340 entre los pK 675 y 678, además de por las carreteras autonómicas RM-414, que se dirige hacia Abanilla, y RM-303, que permite la comunicación con la pedanía murciana de Alquerías. 

### Autobús
Santomera se encuentra incluida en la futura área metropolitana de transporte, que combinará los servicios de autobús urbanos e interurbanos.
Por un lado, presta servicio la siguiente línea urbana de TMP Murciaː
| Línea | Recorrido                                                                                | Recorrido                                                                                | Recorrido                                                                                |
| ----- | ---------------------------------------------------------------------------------------- | ---------------------------------------------------------------------------------------- | ---------------------------------------------------------------------------------------- |
| 36    | El Siscar - Santomera - Cobatillas - El Esparragal - Monteagudo - Murcia (Isaac Albéniz) | El Siscar - Santomera - Cobatillas - El Esparragal - Monteagudo - Murcia (Isaac Albéniz) | El Siscar - Santomera - Cobatillas - El Esparragal - Monteagudo - Murcia (Isaac Albéniz) |

Por otro lado, las líneas interurbanas se engloban dentro de la marca Movibus, el sistema de transporte público de la Región de Murcia (España), que incluye los servicios de autobús de titularidad autonómica.
| Línea | Recorrido                                                   | Operador |
| ----- | ----------------------------------------------------------- | -------- |
| 22A   | Beniel - Santomera - Campus de Espinardo - UCAM - Murcia    | Monbus   |
| 22B   | La Gineta - Santomera - Campus de Espinardo - UCAM - Murcia | Monbus   |

También dispone de conexión con Abanilla:
| Línea   | Recorrido         | Operador |
| ------- | ----------------- | -------- |
| MUR-049 | Abanilla - Murcia | Interbus |

Además, desde el 22 de noviembre de 2023 hasta 2024 se encontraba en servicio la línea de bus urbana del municipio. Ésta recorría los barrios de La Matanza, casco urbano, Orilla del Azarbe y El Siscar.